# Ocean City (Maryland)
Ocean City és una població dels Estats Units a l'estat de Maryland. Segons el cens del 2000 tenia 7.173 habitants.

## Demografia
Segons el cens del 2000, Ocean City tenia 7.173 habitants, 3.750 habitatges, i 1.829 famílies. La densitat de població era de 607,3 habitants per km².
Dels 3.750 habitatges en un 11,6% hi vivien nens de menys de 18 anys, en un 39,2% hi vivien parelles casades, en un 6,4% dones solteres, i en un 51,2% no eren unitats familiars. En el 39,1% dels habitatges hi vivien persones soles el 13,7% de les quals corresponia a persones de 65 anys o més que vivien soles. El nombre mitjà de persones vivint en cada habitatge era d'1,91 i el nombre mitjà de persones que vivien en cada família era de 2,47.
Per edats la població es repartia de la següent manera: un 11,3% tenia menys de 18 anys, un 7,3% entre 18 i 24, un 28,2% entre 25 i 44, un 28% de 45 a 60 i un 25,2% 65 anys o més.
L'edat mediana era de 47 anys. Per cada 100 dones de 18 o més anys hi havia 103,6 homes.
La renda mediana per habitatge era de 35.772$ i la renda mediana per família de 44.614$. Els homes tenien una renda mediana de 28.613$ mentre que les dones 27.457$. La renda per capita de la població era de 26.078$. Entorn del 6% de les famílies i el 8,4% de la població estaven per davall del llindar de pobresa.

## Poblacions més properes
El següent diagrama mostra les poblacions més properes.